# Tord Ekelöf
Tord Johan Carl Ekelöf, född 12 september 1945 i Uppsala, är professor i partikelfysik vid Uppsala universitet. 

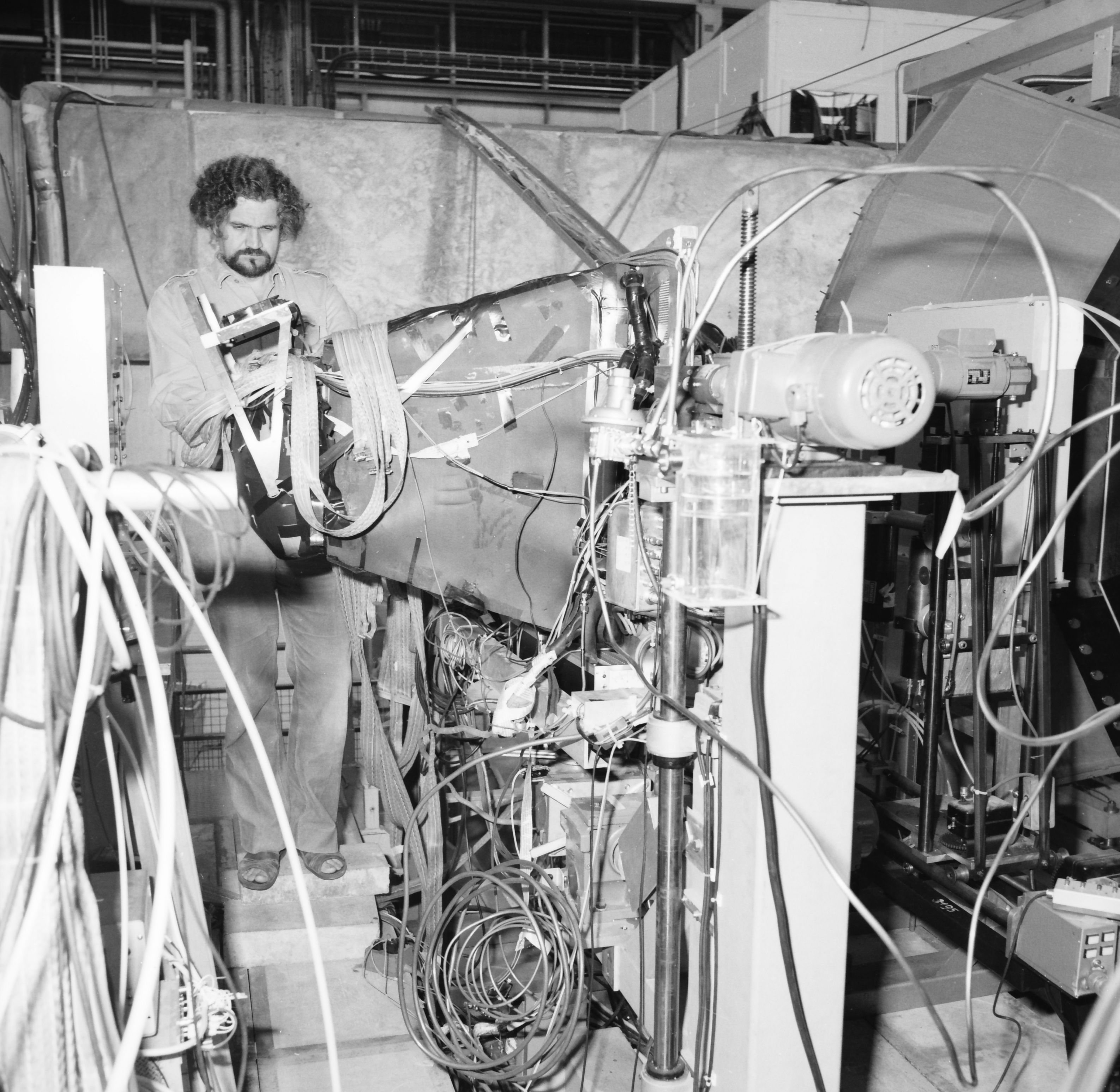
Tord Ekelöf upptagen med den experimentella installationen av UA2 RICH-experimentet vid CERN 1985.

## Biografi
Ekelöf är son till Per Olof Ekelöf och Marianne (Hesser) Ekelöf. Han tog sin studentexamen 1964 från Katedralskolan i Uppsala. Ekelöf blev filosofie kandidat 1966, civilingenjör 1968 samt filosofie doktor 1972, allt vid Uppsala universitet. 1990 blev han högskolelektor vid Uppsala universitet samt på NFR och 1993 blev han universitetslektor på Uppsala universitet. 1998 blev han professor i partikelfysik vid Uppsala universitet. I många år har han varit aktiv vid partikelfysiklaboratoriet CERN i Genève, Schweiz. Han har skrivit åtskilliga artiklar och forskat och deltagit i väldigt många olika experiment på CERN, bland annat ATLAS och DELPHI. År 2009 tilldelades han Björkénska priset, en prestigefylld vetenskaplig utmärkelse från Uppsala universitet. Mellan åren 2011-2024 var han inspektor för Stockholms nation i Uppsala, precis som hans far Per Olof Ekelöf var mellan åren 1956-1972. Ekelöf är gift med Monique Francoise Ekelöf-Gapany och tillsammans har de en son.